# Кусков, Олег Львович
Олег Львович Кусков (род. 1944) — советский и российский учёный-геохимик, член-корреспондент РАН (2008), лауреат премии имени А. П. Виноградова (2008).

## Биография
Родился 20 апреля 1944 года.
В 1967 году — окончил химический факультет МГУ.
С 1967 года — работает в Институте геохимии и аналитической химии имени В. И. Вернадского РАН, заведующий лабораторией термодинамики и математического моделирования природных процессов.
В 1972 году — защитил кандидатскую диссертацию.
В 1984 году — защитил докторскую диссертацию.
В 1994 году — присвоено учёное звание профессора.
В 2008 году — избран членом-корреспондентом РАН.

## Научная и общественная деятельность
Область научных интересов: эволюция вещества Солнечной системы, внутреннее строение планет земной группы, Луны и спутников планет-гигантов, термодинамика геологических процессов.
Предложил геохимическую интерпретацию природы геофизических границ в мантии Земли, Марса и Луны, обосновал вхождение легких элементов-примесей в состав ядра Земли.
Разработал новую геохимическую модель состава и теплового режима Луны, оценил размеры железо-сульфидного ядра Луны.
Развил новое направление в области физико-химического моделирования происхождения и внутреннего строения спутников планет-гигантов Юпитера и Сатурна.
Установил геохимические ограничения на процессы формирования галилеевых спутников Юпитера, оценил размеры их металлических ядер, минеральный состав мантии, количество Н2О во внешних оболочках ледяных спутников — Европы, Ганимеда и Каллисто.
Внес существенный вклад в теорию процессов формирования, химической дифференциации и внутреннего строения планет и спутников Солнечной системы.
Член Научных и Ученых советов по геохимии ГЕОХИ РАН и МГУ, химической термодинамике и термохимии РАН, редколлегии ж. Геохимия, член ряда Оргкомитетов российских и международных конференций по химической термодинамике, физико-химическим и петрофизическим исследованиям в науках о Земле, планетологии и астрономии, читал специальные курсы лекций по строению и эволюции планет на геологическом факультете МГУ и ряде зарубежных университетов США, Швеции, Франции, Германии, Испании.
Автор и соавтор около 300 научных работ, в том числе ряда монографий: «Термодинамика и геохимия ядра и мантии Земли, 1982», «Системы Юпитера и Сатурна: Формирование, состав и внутреннее строение крупных спутников, 2009» и других.

## Публикации
- Кусков О. Л., Хитаров Н. И. Термодинамика и геохимия ядра и ман-тии Земли. М., Наука, 1982.
- Kuskov O.L. Constitution of the Moon. Phys. Earth Planet. Inter. 102: 239—257, 1997.
- Кусков О. Л., Кронрод В. А. Модель химической дифференциации Луны. Петрология, т.6, 564—582, 1998.
- Kuskov O.L., Kronrod V.A. Core sizes and internal structure of the Earth’s and Jupiter’s satellites. Icarus, 151: 204—227, 2001.
- Кусков О. Л., Дорофеева В. А., Кронрод В. А., Макалкин А. Б. Систе-мы Юпитера и Сатурна. Формирование, состав и внутреннее строение крупных спутников.// Издательство ЛКИ, 2009, 576 с.

## Награды
- Премия имени А. П. Виноградова (совместнос А. А. Кадиком, О. А. Луканиным, за 2008 год) — за цикл работ «Геохимия мантии Земли: строение, химический и фазовый состав, продукты дегазации»